# Live and Let Die (Kool G Rap e DJ Polo)
Live and Let Die è il terzo album del duo statunitense formato dal rapper Kool G Rap e da DJ Polo, pubblicato il 24 novembre 1992. L'album presenta le collaborazioni di Ice Cube, Big Daddy Kane, Scarface e Bushwick Bill. A causa dei contenuti di testo e della copertina giudicata troppo dura, Warner Bros. Records si rifiutò di distribuire l'album, che fu prodotto e distribuito dalla sola Cold Chillin'. Nel 2006 la P-Vine Records lo commercializza per il solo mercato nipponico e negli anni 2008 e 2012 Traffic Entertainment Group e Cold Chillin' distribuiscono nuovamente il disco per il mercato statunitense.
I singoli Ill Street Blues e On the Run ottenere una buona rotazione televisiva sui programmi Yo! MTV Raps e BET's Rap City dopo l'uscita del disco. Nel corso degli anni, diversi critici musicali l'hanno considerato un classico underground, per i testi intricati di Kool G Rap e la produzione di Sir Jinx.
Confrontato con gli argomenti dei testi dei due album precedenti, questo è ancora più incentrato sui testi hardcore gangsta e mafioso rap. La violenza e i contenuti sessuali sono molto più rappresentati che in qualsiasi altro album precedente del duo. Le canzoni Home Sweet Home, Fuck U Man e Still Wanted Dead or Alive sono i rispettivi seguiti di Streets of New York, Talk Like Sex e Wanted: Dead or Alive dell'album precedente.

## Ricezione
Nella maggior parte dei casi, la critica è estremamente favorevole. Allmusic gli assegna quattro stelle e mezzo su cinque, recensendo: «Chi può davvero dire con certezza se la polemica che circonda la copertina – che mostra il duo mentre nutre un paio di rottweiler con delle bistecche davanti a due uomini bianchi con un cappio attorno al collo – abbia oscurato un adeguato consenso? [...] Tutti gli appassionati di rap dell'East Coast duri a morire, in particolare i seguaci di Notorious B.I.G., devono veramente familiarizzare con questo album e con i due che lo hanno preceduto. Se tu dovessi prendere le cinque migliori canzoni del duo e togliergliele, sarebbero ancora uno dei migliori duo che la musica rap abbia mai visto.» Christgau invece considera l'album un fallimento.
L'album entra nella Billboard 200 e nella chart dedicata ai lavori hip hop.
| Recensione       | Giudizio   |
| ---------------- | ---------- |
| AllMusic         | [ 1 ]      |
| Robert Christgau | flop       |
| Rolling Stone    | [ 5 ]      |
| The Source       | [ 6 ]      |
| Billboard        | favorevole |

## Tracce
1. Intro – 0:41 (Kool G Rap, Sir Jinx)
2. On the Run – 4:38 (Kool G Rap, Sir Jinx)
3. Live and Let Die – 5:14 (Kool G Rap, Sir Jinx)
4. Crime Pays – 2:14 (Kool G Rap, Sir Jinx)
5. Home Sweet Home – 2:36 (Kool G Rap)
6. Train Robbery – 4:10 (Kool G Rap, Sir Jinx)
7. #1 with a Bullet (featuring Big Daddy Kane) – 2:36 (Kool G Rap, Sir Jinx)
8. Operation CB – 4:28 (Kool G Rap, Sir Jinx)
9. Straight Jacket – 4:30 (Trackmasters)
10. Ill Street Blues – 3:46 (Trackmasters)
11. Go For Your Guns – 4:37 (Kool G Rap, Sir Jinx)
12. Letters – 3:40 (Kool G Rap, Sir Jinx)
13. Nuff Said – 2:47 (Kool G Rap, Sir Jinx)
14. Edge of Sanity – 5:12 (Kool G Rap, Sir Jinx)
15. Fuck U Man – 4:01 (Trackmasters)
16. Still Wanted: Dead or Alive – 3:24 (Kool G Rap, Sir Jinx)
17. Two to the Head (featuring Scarface, Bushwick Bill & Ice Cube) – 4:46 (Kool G Rap, Sir Jinx)

Durata totale: 63:20

## Classifiche

### Classifiche settimanali
| Classifica (1992)         | Posizione massima |
| ------------------------- | ----------------- |
| Stati Uniti               | 185               |
| US Top R&B/Hip-Hop Albums | 18                |